# إلزيرا تافاريس
إلزيرا تافاريس مواليد 13 مايو 1980 في بنغيلا، أنغولا، هي لاعبة كرة يد أنغولية سابقة. مثلت منتخب أنغولا لكرة اليد للسيدات. شاركت في دورة الألعاب الأولمبية الصيفية سنة 2004.

## سجل المنافسة
شاركت في البطولات التالية:
- الألعاب الأولمبية الصيفية 2004
- بطولة العالم لكرة اليد للسيدات 2011

## روابط خارجية
- إلزيرا تافاريس على موقع اللجنة الأولمبية الدولية (الإنجليزية)
- إلزيرا تافاريس على موقع أوليمبيديا (الإنجليزية)